# De Donk (Someren)
Kasteel De Donk, oude spelling Ter Donck, is een verdwenen kasteel in de Nederlandse gemeente Someren. De naam verwees naar de donk waarop het kasteeltje stond, een natuurlijke verhoging in het landschap.

## Geschiedenis
De oudste vermelding van De Donk komt uit 1381, toen in het cijnsboek van de heer van Helmond gesproken werd van Ter Donck, overigens zonder verduidelijking of dat het om een kasteel of een hoeve ging. In die tijd woonde in het kasteel Wilhelmus Stackenborch, lid van een belangrijke familie in Someren.
In de Bossche protocollen wordt Die Donc in 1422 genoemd als een goed dat gelegen was nabij de hoeve ‘t Houbroec.
In 1500 was het eigendom van Jan Janse van Kessel, die gehuwd was met Theodora Back. In 1506 ging het kasteel na zijn overlijden over naar zijn zonen Dirk Janse van Kessel en priester Egidius van Kessel. Dirks deel ging na zijn overlijden naar zijn schoonzoon Marten Willem Bruijnen en Egidius deel ging na zijn overlijden naar Berthout, zoon van zijn broer Willem van Kessel. De Donck werd in die periode steevast aangeduid als 'huis', dus vermoedelijk was het meer dan een boerenhoeve.
In 1570 werd het kasteel door de Van Kessels verkocht aan Jonker Jan van Gerwen. Daarna was het in 1595 in bezit van Du Bois, gouverneur van Weert. In 1625 stond het op naam van jonkvrouw Margriet van Oudtheusden en in 1649 ging het over naar jonker Nicolaas van Oudtheusden. Het complex werd toen verhuurd aan een boer die in vlas en garen handelde.
De Donk was in de 16e en 17e eeuw met Edelenburg een van slechts twee kastelen in Someren.
In 1717 werd de Donk met de schuren en zijn dreven en houtgewassen verkocht aan Peter Guns uit Maarheeze, lid van een rijke teutenfamilie. De dochter van Guns, gehuwd met Joseph Petit, woonde bij haar ouders in het kasteel. Petit bouwde er zijn klokkengieterij. Er was ook een olieslagerij. Het kasteel bleef toen bijna 50 jaar het woonhuis van de Petits. Het kasteel werd in 1742 door brand getroffen, maar werd hersteld. In 1765 werd een bierbrouwerij op de Donk gevestigd, waarvoor een gebouw met pannendak en gemetselde schoorsteen werden toegevoegd. De klokkengieterij ging in 1771 failliet en de Donk werd in 1778 verkocht aan de Rooij, die de brouwerij tot circa 1790 voortzette en er tevens een herberg hield. In 1802 brandde het huis weer af, wat ditmaal het einde van het kasteel betekende.
In 1815 werd het terrein verkocht aan dominee Kremer. De restanten van het kasteel werd in de eerste helft van de 19e eeuw gesloopt. Van het voormalige kasteel waren in 1841 alleen nog de fundamenten, de grachten en een vijver zichtbaar en zijn er alleen nog ondergrondse resten gebleven.
In de jaren 1950 is de donk geëgaliseerd en met het zand zijn de restanten van de grachten opgevuld.

## Beschrijving
Het kasteel was gebouwd op een donk, een zandkop dat iets hoger dan zijn omgeving was. De westelijk gelegen woonvleugel was ca. 23 bij 7 meter en grensde met drie zijden direct aan een ca. 10 meter brede gracht. Hierdoor moest diep gefundeerd worden om verzakking te voorkomen. De woonvleugel bestond vermoedelijk uit twee gelijke delen, gescheiden door een tussenmuur. De oostzijde van de woonvleugel lag aan een binnenplaats die mogelijk verder werd begrensd door de gracht, maar misschien ook omsloten was door een palissade of een licht muurtje. Dit is ook wat de 18e-eeuwse tekening suggereert.
Volgens deze tekening stond er een ronde toren op de zuidoosthoek van het kasteel. De tekening van deze toren zorgde voor enkele vragen. Zo zou in het veld een vierkante fundering van de toren gevonden zijn en niet cirkelvormig, zoals de tekening suggereert. Over de functie van deze toren is onduidelijkheid. Mogelijk was het een donjon, maar vanwege het gebrek aan middeleeuwse details lijkt het waarschijnlijker dat het om een windmolen ging, gezien de openingen met kraagstenen onder het dak, karakteristiek voor het kruien van een molendak. Als het werkelijk een molen was, is het de vraag wie deze molen bestierde, want de Heer was meester van water en wind en niemand mocht zomaar een molen oprichten.